# Mieczysław Kowalikowski

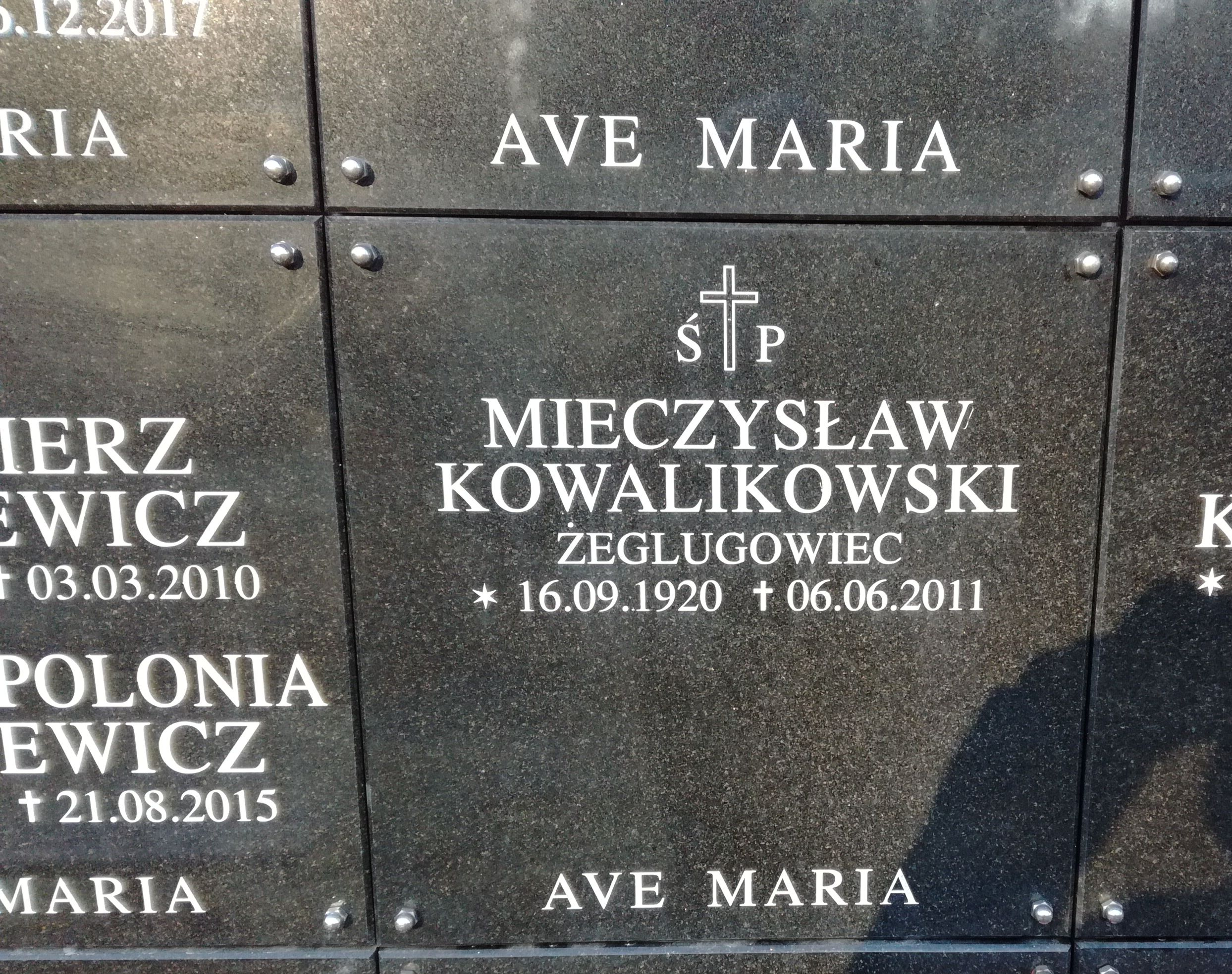
Grób Mieczysława Kowalikowskiego na cmentarzu w Gdańsku-Srebrzysku

Mieczysław Kowalikowski (ur. 16 września 1920, zm. 6 czerwca 2011 w Gdańsku) – polski ekonomista i manager żeglugowy.
Żołnierz AK. Ukończył Wyższą Szkołę Handlu Morskiego w Sopocie (1950). Pełnił m.in. funkcję zastępcy dyrektora ds. eksploatacji Morskiej Agencji w Gdyni (1951-1954), szefa eksploatacji Zarządu Portu w Gdańsku (1954-1958), przedstawiciela Polskiej Żeglugi Morskiej w Bejrucie (1959-1963), głównego eksploatatora Zakładu Gdańskiego Polskich Linii Oceanicznych w Gdańsku (1964-1966), dyrektora eksploatacyjnego Zjednoczenia Portów Morskich w Gdyni (1966-1971), dyrektora ds. polityki żeglugowej PLO (1971-1976), dyrektora naczelnego Gdynia America Shipping Lines (London) Ltd w Londynie (1976-1981), doradcy dyrektora naczelnego PLO (1981-1983), dyrektora naczelnego PLO (1983-1986), dyrektora w GAL w Londynie (1986-1988), po czym przeszedł na emeryturę.
Pochowany w kolumbarium na cmentarzu Srebrzysko w Gdańsku.